# Endorser
Un endorser è colui che fa uso pubblico di strumenti, attrezzi o altro fornitigli in via privilegiata dal fabbricante, sostanzialmente per scopi pubblicitari, attraverso un accordo chiamato endorsement.
È utilizzato principalmente nell'ambiente della musica quando, ad esempio, un musicista pubblicizza una marca di strumenti musicali, usandone i prodotti durante i concerti o le sue varie esibizioni; per esempio il chitarrista X ha un endorsement con la ditta di chitarre Y. Esempi di famosi chitarristi endorser sono George Benson e Steve Vai per la Ibanez, John Petrucci per la Music Man, Mark Tremonti e Carlos Santana per la Paul Reed Smith, Phil Demmel per la Jackson guitars, Max de Aloe per la tedesca Hohner, Yngwie Malmsteen per la Fender; i batteristi Ringo Starr e Dave Lombardo per le batterie Ludwig-Musser.
In lingua inglese, il termine ha il significato di "garante", "approvatore" o più in generale colui che mostra pubblicamente il proprio sostegno verso qualcosa; si riferisce quindi al ruolo di valorizzatore che un personaggio famoso può esercitare sul prodotto. In questi termini può essere reso equivalente a testimonial, che in Italia è molto più usato.
Negli ambiti della produzione musicale o della pratica sportiva, l'endorser ha spesso un ruolo attivo nel processo di progettazione e produzione del prodotto che va ad utilizzare, e di frequente questo apporto è significativamente migliorativo: è diverso dal termine testimonial che solitamente identifica il rapporto artista/azienda su un piano più commerciale. In questo caso, il costruttore mette in produzione un prodotto o una linea di prodotti che porta il nome dell'endorser o la sua firma (signature), con lo scopo di offrire al cliente un bene che garantisce di ottenere le stesse prestazioni di quello utilizzato/pubblicizzato dall'endorser stesso. Nell'esempio delle chitarre, la Ibanez ha in catalogo un'intera linea di produzione con il nome GB, le iniziali di George Benson.
Fra le forme di partecipazione politica attiva, influenzando attivamente il panorama culturale e politico di un paese, è la dichiarazione di pubblico sostegno nei confronti di un partito o di un candidato: nello specifico caso si dice di un personaggio pubblico che «ha dato l'endorsement» a un determinato statista e/o movimento politico.

## Galleria d'immagini

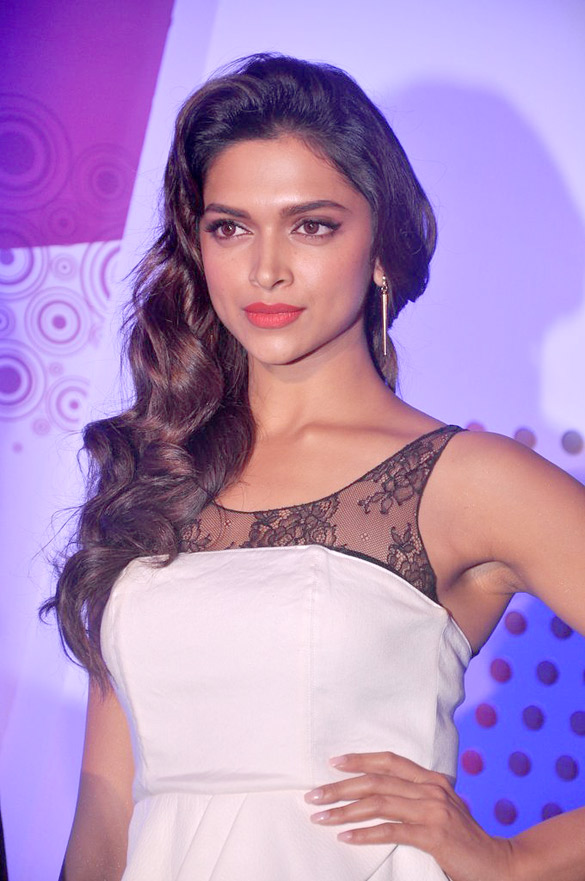
Deepika Padukone, endorser di Yamaha
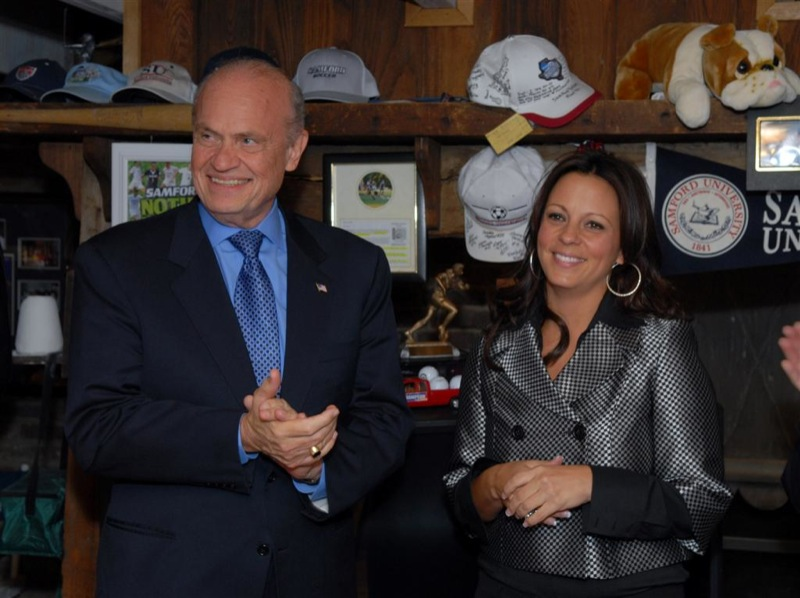
Evans era un'endorser dell'ex senatore Fred Thompson alla presidenza nel 2008.
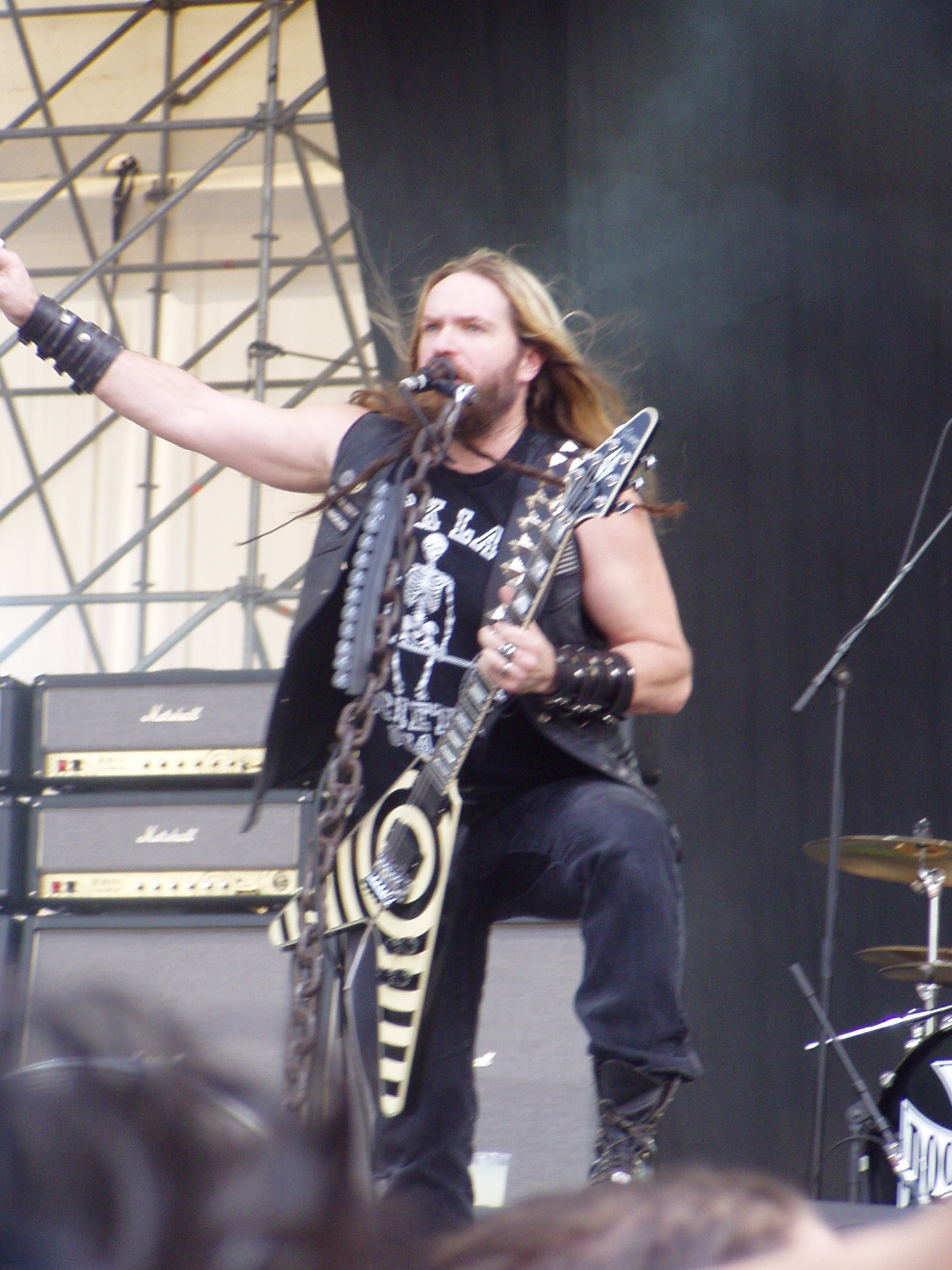
Zakk Wylde è un endorser della chitarra Gibson Flying V
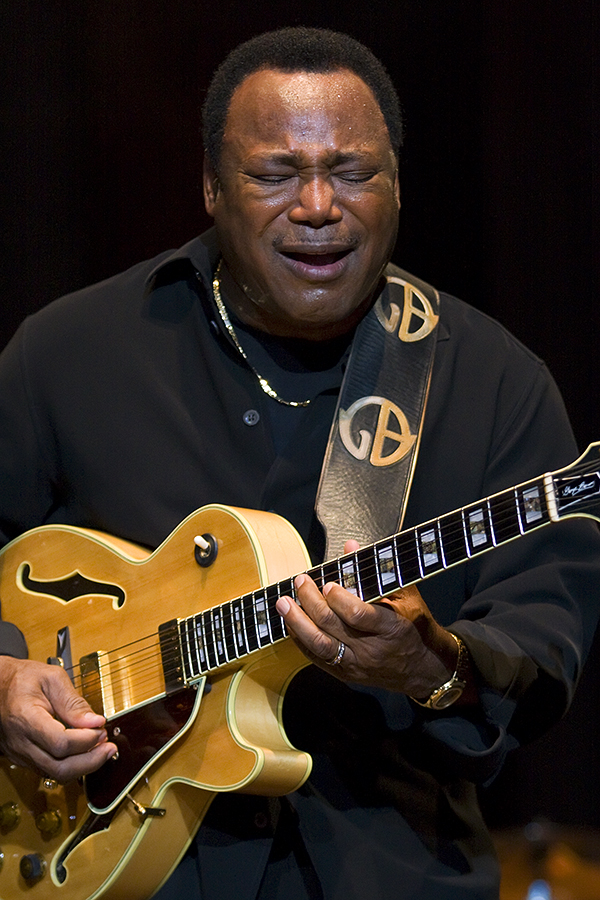
George Benson, endorser di Ibanez